# Thiên thể Troia của Sao Mộc
| Thiên thể Troia của sao Mộc Nhóm tiểu hành tinh Hilda | Vành đai tiểu hành tinh Qũy đạo các hành tinh |

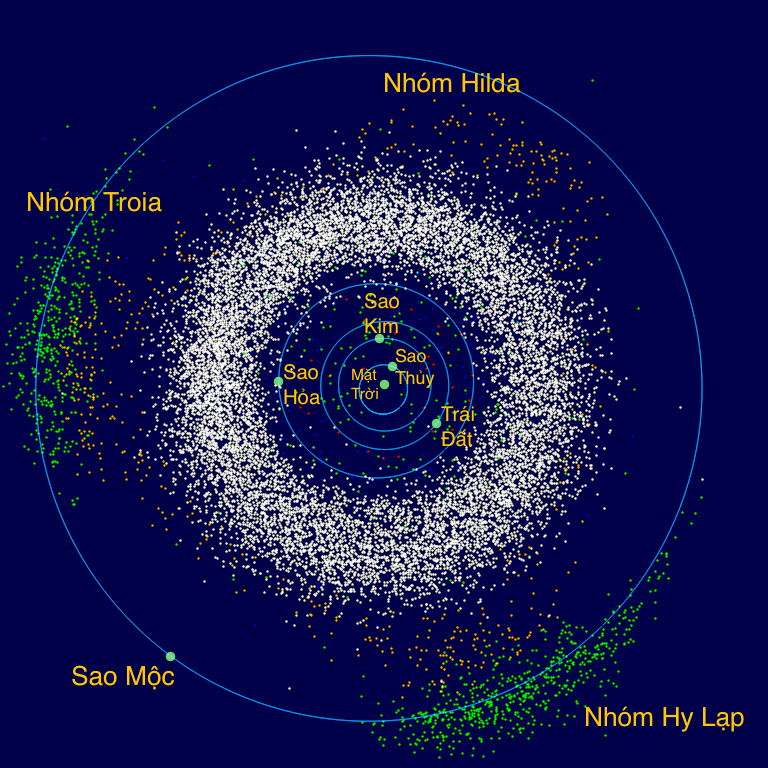
Các tiểu hành tinh của Hệ Mặt Trời và sao Mộc.
Các thiên thể Troia của sao Mộc được chia thành hai nhóm: nhóm Hy Lạp ở phía trước nó và nhóm Troia ở phía sau nó, tính theo chiều quay của quỹ đạo sao Mộc.

Các thiên thể Troia của Sao Mộc, thường gọi là các tiểu hành tinh Troia, tiểu hành tinh Tơroa, hay theo cách gọi tiếng Anh Trojan, là một nhóm lớn các tiểu hành tinh Troia cùng chia sẻ quỹ đạo với Sao Mộc bay quanh Mặt Trời. Mỗi nhóm tiểu hành tinh tập trung tại các điểm cân bằng bền Lagrange L4, 60 độ trước Sao Mộc trên quỹ đạo, và L5, 60 độ sau Sao Mộc trên quỹ đạo. Các thiên thể Troia của Sao Mộc được phân bố trên hai vùng cong và dài dọc theo các điểm Lagrange trên với bán trục lớn trung bình khoảng 5.2 AU.
Thiên thể Troia của Sao Mộc đầu tiên được biết tới, tiểu hành tinh 588 Achilles, được nhà thiên văn học người Đức Max Wolf phát hiện năm 1906. Theo quy ước mỗi tiểu hành tinh này được đặt tên theo một anh hùng thần thoại của chiến tranh thành Troia, do vậy có tên chung là tiểu hành tinh Troia. Tổng cộng có 6178 tiểu hành tinh Troia của Sao Mộc đã được tìm thấy tính tới tháng 1 năm 2015. Tổng số các thiên thể Troia quanh Mộc Tinh có đường kính lớn hơn 1 km được cho là khoảng 1 triệu, xấp xỉ bằng số lượng tiểu hành tinh có đường kính lớn hơn 1 km trong vành đai tiểu hành tinh. Cũng giống như các tiểu hành tinh vành đai chính, các thiên thể Troia này hợp thành những nhóm.
Các thiên thể Troia của sao Mộc là các vật thể tối với quang phổ màu đỏ thông thường. Không có bằng chứng chắc chắn về sự hiện diện của nước, hoặc bất kỳ hợp chất đặc biệt khác trên bề mặt của chúng, nhưng người ta nghĩ rằng chúng được bọc trong tholin và polyme hữu cơ được hình thành do bức xạ của Mặt Trời. Khối lượng riêng của chúng (được đo bằng cách nghiên cứu những sao đôi hoặc những đường cong ánh sáng xoay vòng) thay đổi từ 0,8 đến 2,5 g·cm−3. Các tiểu hành tinh Troia được cho là đã bị hút vào quỹ đạo hiện nay trong giai đoạn đầu của sự hình thành Hệ Mặt Trời hoặc ít lâu sau đó, trong quá trình chuyển dịch của các hành tinh khổng lồ.